# Masanobu Tsuji
Masanobu Tsuji (辻政信 Tsuji Masanobu? 11 de octubre de 1901 - 1961?) fue  un controvertido coronel y estratega del Ejército Imperial Japonés durante la Segunda Guerra Mundial y más tarde político de su país.
Aunque nunca fue formalmente acusado de crímenes de guerra en la guerra del Pacífico, investigaciones posteriores a su muerte revelaron su participación en algunos actos calificados como crímenes de guerra cometidos durante la Segunda Guerra Mundial, entre los que se encuentran la masacre de miles de civiles chinos en Singapur, las ejecuciones masivas de prisioneros que se habían rendido durante la Marcha de la Muerte de Batán y otros crímenes de guerra en China.

## Biografía
Masanobu Tsuji, nació en la prefectura de Ishikawa en Japón. Sus estudios de secundaria los cursó en una academia militar y recibió el título de graduado en la Escuela Superior de Guerra.
Durante la guerra del Pacífico siempre se mostró como un soldado rebelde e indisciplinado. Su fuerte y rudo carácter le llevó a ser uno de los culpables de los incidentes fronterizos habidos entre Japón y la Unión Soviética durante la Segunda Guerra Mundial.
Participó en batallas de gran importancia, como la batalla de Guadalcanal y la batalla de las Filipinas.  También estuvo presente en combates en Birmania y en Indonesia.
Sus acciones en las Filipinas a espaldas de su superior, el general  Homma Masaharu, llevaron a este último al pelotón de fusilamiento en 1946.
En su libro Retribution: The Battle for Japan, 1944-45, el escritor, periodista e historiador Max Hastings describe las acciones de Tsuji en la guerra de la siguiente manera: 

El coronel Masanobu Tsuji era un fanático que exasperaba continuamente a sus generales por su constante insubordinación. Tsuji en una ocasión quemó una casa de geishas para mostrar su disgusto ante la fragilidad moral de sus oficiales que se encontraban en el interior. Sus excesos fueron algunos de los peores errores japoneses en Guadalcanal. Fue responsable directo de las brutalidades cometidas a prisioneros y civiles en todos los territorios dominados por el Imperio de Japón donde se desempeñó. En el norte de Birmania llegó a cenar un hígado extraído a un piloto aliado muerto, castigando a los "cobardes" que se negaban a probar esa comida.
Max Hastings: Retribution: The Battle for Japan, 1944-45

Tras la rendición de Japón en septiembre de 1945 y el fin de la guerra, Tsuji huyó a Tailandia por temor a ser juzgado por crímenes de guerra. Cuando quedó claro que no iba a ser así regresó a Japón y escribió un libro (Senko Sanzenri, 潜行三千里) acerca de sus años de exilio, convirtiéndose en un best seller. Sus memorias lo hicieron famoso y pronto pasó a formar parte de la Dieta (el parlamento japonés). En abril de 1961 viajó a Laos y nunca más se supo de él. Es de suponer que se convirtió en una de tantas víctimas que dejó la guerra civil de Laos pero a pesar de ello no fue declarado oficialmente muerto hasta el 20 de julio de 1968.